# Плата за публикацию статьи
Пла́та за публика́цию статьи́ (англ. Article processing charge, APC) — плата, которая иногда взимается научным журналом для компенсации расходов на издание, полиграфию (дополнительные цветные иллюстрации), регистрацию в системах, а также хранение контента в открытом доступе (хостинг).
Не путать с термином «платная публикация» — оплата сторонних услуг за подготовку и публикацию статьи.

## Общие сведения
Для покрытия издательских расходов научные журналы используют различные способы. Например, сборы от распространения подписки, субсидии различных организаций. В настоящее время растёт число журналов, особенно среди открытого доступа, принимающих плату за публикации. Более того, этот способ наполнения бюджета издательства стал наиболее распространённым методом финансирования публикации профессиональных статей.
Необходимо отметить, что кроме платы за собственно публикацию (англ. Publication Fee), некоторые издания принимают также плату за рецензирование (англ. Submission fee), причём до его начала. Такая практика имеет особенное распространение среди журналов из области экономики и финансов.

## Особенности внесения платы за публикацию
Плата за публикации обычно взимается в журналах открытого или гибридного доступа, и, реже, в журналах, полностью распространяемых на коммерческой основе.
Как правило, такая плата вносится не самими авторами статьи, а либо их спонсорами, либо заинтересованными в их деятельности учреждениями. Тем не менее, отсутствие подобной оплаты может приводить к отказу в публикации.
Ряд изданий открытого доступа имеют специальные программы бесплатных публикаций важных статей, авторы которых не располагают необходимыми средствами, а, по мнению Высшей аттестационной комиссии (ВАК) России в лице её главы Владимира Филиппова, за публикации аспирантов вообще должен платить ВУЗ, в котором пройдёт защита диссертации.

## Существующие уровни платы за публикацию
Уровень платы за публикацию может широко варьироваться в зависимости от конкретного издания, обычно укладываясь в диапазон от 100 до 5000 долларов США. Причём, крупные издания, тем более имеющие высокий импакт-фактор, имеют и более высокие расценки.
Интересно, что в среднем в журналах с гибридным доступом размер платы больше почти в два раза по сравнению с журналами полностью открытого доступа.
Плата за рецензирование обычно ниже платы за публикацию, варьируясь в диапазоне от 10 до 500 долларов США.